# Naoemon Šimizu
Naoemon Šimizu (japonsky: 清水 直右衛門; poznámka: čtení osobního jména 直右衛門 je nejisté (i v Japonsku) – může být „Naoemon“ nebo „Suguemon“ i jinak) byl japonský fotbalista.

## Klubová kariéra
Hrával za Rijo Club.

## Reprezentační kariéra
Naoemon Šimizu odehrál za japonský národní tým v roce 1923 celkem 2 reprezentační utkání. S japonskou reprezentací se zúčastnil Hry Dálného východu 1923.

## Statistiky
| Japonsko | Japonsko | Japonsko |
| Roky     | Záp.     | Góly     |
| -------- | -------- | -------- |
| 1923     | 2        | 1        |
| Celkem   | 2        | 1        |